# 伊豆長岡中継局

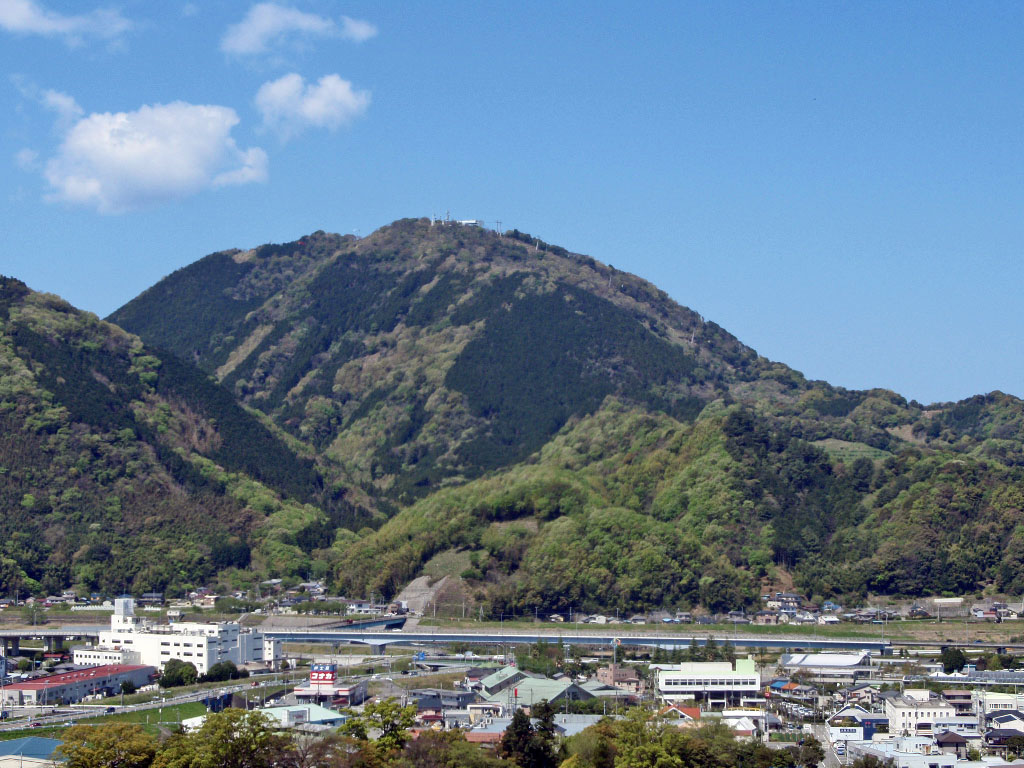
葛城山の山頂に中継局が見える

伊豆長岡中継局（いずながおかちゅうけいきょく）は、静岡県伊豆の国市に置かれているテレビとFMラジオの中継局である。

## 所在地
- 伊豆の国市（葛城山）[1]

## 中継局概要

### デジタルテレビ放送
| リモコン 番号 | 放送局名            | チャンネル 番号 | 空中線 電力 | ERP  | 偏波面   | 放送対象地域 | 放送区域 内世帯数 | 運用開始日     |
| ------------- | ------------------- | --------------- | ----------- | ---- | -------- | ------------ | ----------------- | -------------- |
| 1             | NHK静岡 総合        | 20              | 1W          | 4.8W | 水平偏波 | 静岡県       | 約16,500世帯      | 2006年10月19日 |
| 2             | NHK静岡 教育        | 13              | 1W          | 4.8W | 水平偏波 | 全国         | 約16,500世帯      | 2006年10月19日 |
| 4             | SDT 静岡第一テレビ  | 19              | 1W          | 4.8W | 水平偏波 | 静岡県       | 約16,500世帯      | 2006年10月19日 |
| 5             | SATV 静岡朝日テレビ | 18              | 1W          | 4.8W | 水平偏波 | 静岡県       | 約16,500世帯      | 2006年10月19日 |
| 6             | SBS 静岡放送        | 15              | 1W          | 4.8W | 水平偏波 | 静岡県       | 約16,500世帯      | 2006年10月19日 |
| 8             | SUT テレビ静岡      | 17              | 1W          | 4.8W | 水平偏波 | 静岡県       | 約16,500世帯      | 2006年10月19日 |

#### 放送エリア
- 伊豆市及び伊豆の国市の各一部[2][3]

#### 歴史
- 2006年9月25日 - 予備免許交付[2]
- 2006年10月18日 - 本免許交付[3]
- 2006年10月19日 - 本放送開始[1]

### アナログテレビ放送
| チャンネル 番号 | 放送局名            | 空中線 電力       | ERP                | 偏波面   | 放送対象地域 | 放送区域 内世帯数 | 運用開始日     | 放送終了日    |
| --------------- | ------------------- | ----------------- | ------------------ | -------- | ------------ | ----------------- | -------------- | ------------- |
| 52              | SDT 静岡第一テレビ  | 映像10W/ 音声2.5W | 映像56W/ 音声14W   | 水平偏波 | 静岡県       | 約-世帯           | 1979年8月1日   | 2011年7月24日 |
| 54              | SATV 静岡朝日テレビ | 映像10W/ 音声2.5W | 映像54W/ 音声13.5W | 水平偏波 | 静岡県       | 約-世帯           | 1978年10月19日 | 2011年7月24日 |
| 56              | SUT テレビ静岡      | 映像10W/ 音声2.5W | 映像53W/ 音声13W   | 水平偏波 | 静岡県       | 約-世帯           | 1972年10月20日 | 2011年7月24日 |
| 58              | NHK静岡 教育        | 映像10W/ 音声2.5W | 映像45W/ 音声11W   | 水平偏波 | 全国         | 約-世帯           | 1964年12月21日 | 2011年7月24日 |
| 60              | NHK静岡 総合        | 映像10W/ 音声2.5W | 映像45W/ 音声11W   | 水平偏波 | 静岡県       | 約-世帯           | 1964年12月21日 | 2011年7月24日 |
| 62              | SBS 静岡放送        | 映像10W/ 音声2.5W | 映像44W/ 音声11W   | 水平偏波 | 静岡県       | 約-世帯           | 1964年12月21日 | 2011年7月24日 |

- 全局2011年7月24日の正午をもって放送終了し、デジタルテレビ放送に完全移行した。

### FMラジオ放送
| 周波数 （MHz） | 放送局名               | 中継局名   | 空中線 電力 | ERP  | 偏波面   | 放送対象地域 | 放送区域 内世帯数 | 運用開始日    |
| -------------- | ---------------------- | ---------- | ----------- | ---- | -------- | ------------ | ----------------- | ------------- |
| 85.3           | NHK静岡 FM             | 伊豆長岡   | 100W        | 160W | 水平偏波 | 静岡県       | 約-世帯           | 1970年2月26日 |
| 86.6           | K-MIX 静岡エフエム放送 | 沼津・三島 | 100W        | 160W | 水平偏波 | 静岡県       | 約-世帯           | -             |

#### 放送エリア
- 伊豆の国市、田方郡函南町、三島市、沼津市など。